# Germigny-des-Prés
Germigny-des-Prés é uma comuna francesa na região administrativa do Centro, no departamento Loiret. Estende-se por uma área de 9,72 km². Em 2010 a comuna tinha 745 habitantes (densidade: 76,6 hab./km²).